# 丰斯格里沃
丰斯格里沃（法語：Foncegrive，法語發音：[fɔ̃s.ɡʁiv]）是法国科多尔省的一个市镇，属于第戎区。

## 地理
丰斯格里沃（47°36'39"N, 5°9'25"E）面积10.13 平方千米，位于法国勃艮第-弗朗什-孔泰大區科多尔省，该省份为法国中东部省份，北起奥布省，西接涅夫勒省和约讷省，南至索恩-卢瓦尔省，东南接汝拉省，东临上索恩省，东北部与上马恩省接壤。
与丰斯格里沃接壤的市镇（或旧市镇、城区）包括：韦尔努瓦莱韦夫尔、瑟隆热、屈塞莱福日、蒂耶河畔马雷。

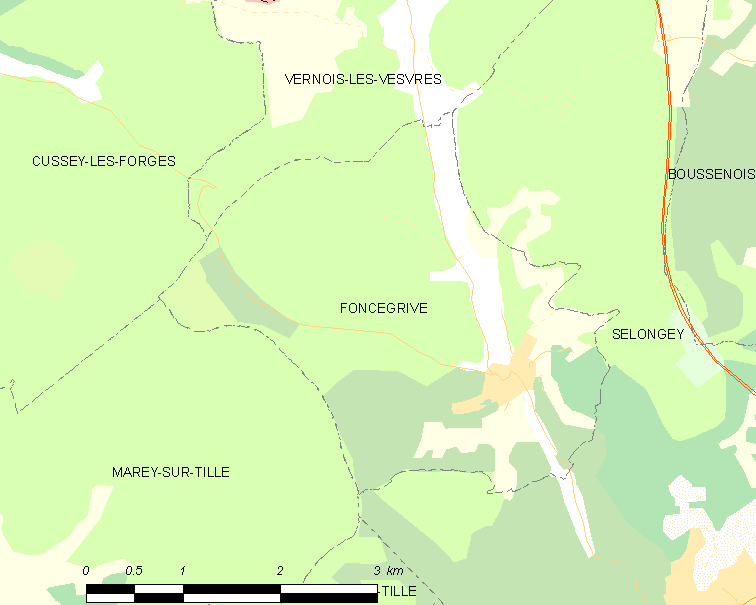
丰斯格里沃的OSM定位图

丰斯格里沃的时区为UTC+01:00、UTC+02:00（夏令时）。

## 行政
丰斯格里沃的邮政编码为21260，INSEE市镇编码为21275。

## 政治
丰斯格里沃所属的省级选区为蒂耶河畔伊斯县。

## 人口

1962-2008年间丰斯格里沃人口变化图示

丰斯格里沃于2022年1月1日时的人口数量为128人。